# Maxime Beaumont
Maxime Beaumont (Boulogne-sur-Mer, 23 aprile 1982) è un canoista francese vincitore della medaglia d'argento nel K1 200m a Rio de Janeiro 2016.

## Palmarès
- Olimpiadi

Rio de Janeiro 2016: argento nel K1 200m.
- Mondiali

Duisburg 2013: bronzo nel K2 500m.
Mosca 2014: argento nel K1 4x200m e bronzo nel K1 200m.
Milano 2015: argento nel K1 200m.
- Europei

Zagabria 2012: argento nel K1 200m.
2013 Montemor-o-Velho 2013: bronzo nel K2 200m.
Brandeburgo 2014: argento nel K2 500m.
Plovdiv 2017: bronzo nel K1 200m
- Giochi europei

Minsk 2019: oro nel K1 200m.
- Giochi del Mediterraneo

Tarragona 2018: bronzo nel K1 200m.